# Александър Фрезе
Александър Александрович Фрезе  (на руски: Александр Александрович Фрезе) е руски офицер, генерал от пехотата. Участник в Руско-турска война (1877-1878).

## Биография
Александър Фрезе е роден на 17 юни 1840 г. в град Нерчинск в семейството на потомствен дворянин от рода Фрезе на Казанска губерния. Посвещава се на военното поприще. Завършва Института на корпуса на минните инженери с производства в първо офицерско звание поручик през 1860 г. и Николаевската академия на Генералния щаб през 1871 г.
Работи в Алтайския минен окръг (1860 – 1865). Участва в Туркестанския поход срещу Кокандското ханство (1864 – 1865). Изследовател на реките Чу и Сърдаря. Открива полезни изкопаеми в Киргизия и планината Тян Шан. И извършва топографски заснемания и военни рекогносцировки.
Повишен е във военно звание капитан и служи като ротен командир в 87-и Нейшлотски пехотен полк (1866), Николаевската военна академия (1868) и Гвардейския корпус (1872 – 1876).
Участва в Руско-турска война (1877-1878като е щабен офицер в Действащата руска армия на Балканския полуостров. Командирован е в Предния отряд с командир генерал-лейтенант Йосиф Гурко. Проявява се при освобождението на Търново, първото преминаване на Стара планина през Хаинбоазкия проход, битката при Стара Загора и разрушаването на Хиршовата железопътна линия при Каяджик. Награден е с Орден „Свети Владимир“ III ст.
Прехвърлен е в Западния отряд и участва в рекогносцировките по време на обсадата на Плевен и организирането на блокадния пръстен около града в участъка на генерал-лейтенант Иван Ганецки. Награден е със златно оръжие „За храброст“ и Орден „Свети Георги“ IV ст. Провежда рекогносцировка на Тревненския проход при Преминаването на Южния отряд през Стара планина и достига до Сан Стефано. Като военен инженер и топограф изминава най-трудните пътища на войната. Повишен е във военно звание генерал-майор от 1878 г.
След войната е командир на лейбгвардейския Семьоновски полк, лейбгвардейския Егерски полк (1880 – 1887) и началник на щаба на 2-ри Кавказки армейски корпус (1887 – 1891). Губернатор на Ереванска губерния (1891 – 1895) и Вилненска губерния (1895 – 1896).
Служи в Министерството на вътрешните работи (1896 – 1897) като „другар“ (заместник) на министъра (24 май 1896 – 4 февруари 1897).
Командващ на Кавказкия военен окръг ((1897 – 1904). Повишен е във военно звание генерал-лейтенант от 1894 г. и генерал от пехотата от 1903 г. Член на Държавния съвет (1905 – 1917).
Участва в написването на военнонаучни трудове. Сред многобройните му награди са българският орден „Свети Александър“ I ст. (1885) и орден „Алексадър Невски“ (1900). Почетен гражданин на Вилнюс от 1906 г.